# Мироненко, Сергей Владимирович
Серге́й Влади́мирович Мироне́нко (род. 4 марта 1951, Москва) — советский и российский историк, специалист по истории движения декабристов и политической истории Российской империи в эпоху Александра I. Доктор исторических наук, профессор, член-корреспондент РАН (2019). В 1992—2016 годах — директор, с 2016 года — научный руководитель Государственного архива Российской Федерации. С 2006 года — заведующий кафедрой истории России XIX века — начала XX века исторического факультета МГУ. Один из учредителей Вольного исторического общества.

## Биография
Родился в семье врачей. Окончил исторический факультет МГУ (1973), ученик академика М. В. Нечкиной, профессоров П. А. Зайончковского и И. А. Федосова. Там же на кафедре истории СССР в 1978 году защитил кандидатскую диссертацию на тему «Секретный комитет 1839—1842 гг. и указ об обязанных крестьянах» и получил тем самым учёную степень кандидата исторических наук. В 1992 году защитил докторскую диссертацию «Самодержавие и реформы. Политическая борьба в России в первой четверти XIX в.» и получил тем самым учёную степень доктора исторических наук.
С 1977 года работал в Институте истории СССР АН СССР. После событий августа 1991 года перешёл на работу в архив Общего отдела ЦК КПСС, затем работал заместителем директора РЦХИДНИ. В апреле 1992 года, с момента образования Государственного архива Российской Федерации — крупнейшего в России — стал его директором.
В 1999—2019 годах — член Геральдического совета при Президенте Российской Федерации. В 2016 году вошёл в состав ВАК РФ.
Член коллегии Росархива. Член редколлегий «Военно-исторического журнала», журнала «Вестник архивиста» и сборника «Вспомогательные исторические дисциплины», а также редакционного совета журнала «Исторический архив». Входит в состав научного совета Российского военно-исторического общества.
Летом 2015 года у Мироненко произошёл публичный конфликт с министром культуры РФ Владимиром Мединским на почве разногласий в трактовке ряда фактов советской истории. В частности, 22 июня 2015 года Мироненко на Всемирном конгрессе русской прессы в Москве, ссылаясь на общедоступные документы, назвал мифом историю о подвиге 28 панфиловцев под Дубосековом (ноябрь 1941). Реагируя на комментарий главы Госархива, Мединский рекомендовал Мироненко сконцентрироваться на основной профессии, не давать собственных оценок архивным документам и добавил: «Если есть желание сменить профессию — мы это поймём». Впоследствии министр культуры пояснил свою реакцию тем, что, по его мнению, официальное выступление директора Госархива воспринимается не как позиция учёного, а как позиция государства. 16 марта 2016 года Мироненко был отправлен в отставку с поста директора Госархива РФ. Официально увольнение директора мотивировалось достижением предельного возраста для госслужащих в 65 лет. При этом Мироненко сохранил должность научного руководителя Госархива и пояснил, что решение об уходе принял самостоятельно и не видит в этом «ничего страшного». Многие связали отставку Мироненко с его конфликтом с министром.

## Семья
Женат на историке-архивисте Марии Павловне Мироненко (род. 1951), дочери историка С. В. Житомирской и лауреата Сталинской премии, доктора физико-математических наук П. А. Ямпольского.
Сын Петр (род. 1983), журналист.

## Педагогическая деятельность
Читает курсы на кафедре истории России XIX — начала XX веков исторического факультета МГУ:
- История России XIX — начала XX веков
- Власть и освободительное движение в России в первой четверти XIX века
- Российские императоры XIX — начала XX веков: личность и судьба

С 2006 года — заведующий кафедрой.

## Телевидение
В 1993—1995 годах был ведущим передачи «Документы и судьбы» на 1-м канале Останкино (производство РГТРК «Останкино»).
В 2000—2001 годах в качестве историка принимал участие в цикле передач «Архивные тайны» на канале РТР.
С 2007 года ведёт авторские телевизионные программы «Непростая история» и «Документальная история» на телеканале «Культура».

## Награды
- Орден Почёта (20 сентября 2010 года) — за большой вклад в сохранение документального наследия народов Российской Федерации и многолетнюю добросовестную работу[17]
- Орден Дружбы (5 февраля 2024 года) — за большой вклад в развитие отечественной науки, многолетнюю плодотворную деятельность и в связи с 300-летием со дня основания Российской академии наук[18]
- Благодарность Президента Российской Федерации (27 июля 2007 года) — за большой вклад в обеспечение единой государственной политики в области геральдики[19]
- Нагрудный знак «Почётный архивист» (Федеральное архивное агентство, 23 февраля 2001 года)
- Почетный знак Уполномоченного по правам человека в Российской Федерации (2005 год)[20]
- Знак отличия «За заслуги в укреплении сотрудничества со Счетной палатой Российской Федерации» (11 января 2010 года)
- Почётная грамота Министерства юстиции Российской Федерации (7 сентября 2010 года)
- Национальный орден заслуг (Франция, 2015 год) — за большой вклад в развитие гуманитарного и научного сотрудничества между Россией и Францией[21][22]

## Основные публикации
- Декабристы: биографический справочник. М., 1988 (в соавт.);
- Самодержавие и реформы: политическая борьба в России в первой четверти XIX в. М., 1989;
- Страницы тайной истории самодержавия: политическая история России первой половины XIX столетия. М., 1990;
- Голос из прошлого // Кюстин А. де Николаевская Россия. М., 1990;
- История Отечества: люди, идеи, решения. Очерки истории России IX — нач. XX вв. М., 1991 (сост.);
- Государственный архив Российской Федерации: путеводитель. М., 1994—2004 гг., тт. 1—6 (отв. редактор);
- A Lifelong Passion. Nicholas and Alexandra. Their own Story. L., 1996 (в соавт.);
- Николай и Александра: любовь и жизнь. М., 1998 (в соавт. с А. Мейлунасом);
- Сочинения и письма И. И. Пущина. М., 1999—2001, тт. 1—2 (совм. с М. П. Мироненко);
- Восстание декабристов. Документы. Дела Верховного уголовного суда и Следственной комиссии. М., 2001 (редактор);
- Переписка наследника престола цесаревича Александра Николаевича с императором Николаем I. 1838—1839. М., 2007 (редактор).
- С. В. Мироненко. Александр I и декабристы: Россия в первой четверти XIX века. Выбор пути / под ред. Ароян Е. Р. — М.: Кучково поле, 2016. — 400 с. — ISBN 978-5-9950-0700-5.
- С. В. Мироненко. Сто событий, которые изменили Россию. — М.: Кучково поле Музеон, 2019. — 624 с. — 2000 экз. — ISBN 978-5-907174-03-0.